# Шексна (Шекснинський район)
Шексн (рос. Шексна) - смт, адміністративний центр Шекснинського району Вологодської області і Шекснинського сільського поселення.
Розташоване на перетині залізничних (станція Шексна), автомобільних (на шосе А-114) і водних (пристань на Волго-Балтійському водному шляху) шляхів.
Відстань до обласного центру - 83 км, до Череповця - 50 км.

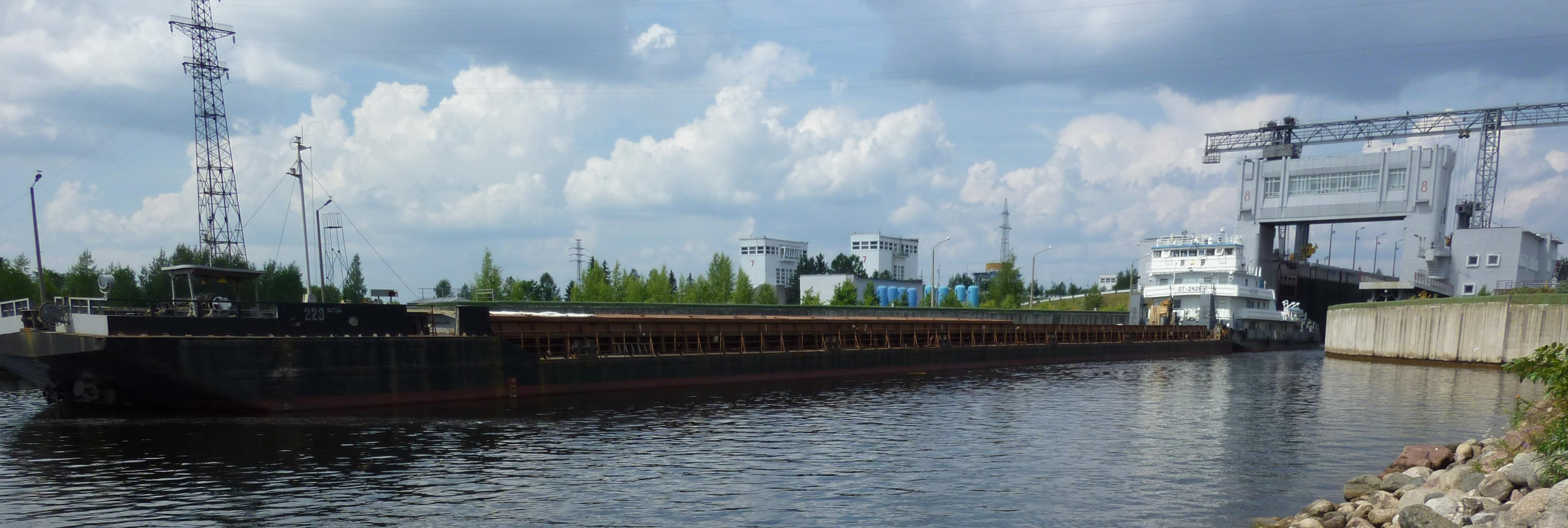
Шекнинський гідровузол

Селище в основному розташоване уздовж лівого берега річки Шексна.
Шексна є найбільшим з населених пунктів Вологодської області, які не мають статусу міста.